# Glay (álbum)
Glay é o décimo primeiro álbum da banda japonesa de rock Glay. Foi lançado em 13 de outubro de 2010 e chegou à 1ª posição na Oricon, vendendo 125.081 cópias, sendo certificado como Ouro portanto. Chegou também à segunda colocação na Billboard Japan Top Albums. É o primeiro álbum da banda a ser lançado pela Loversoul Music & Associates, gravadora própria do grupo.

## Faixas
1. Shikina (シキナ)
2. Kegarenaki Season (汚れなきSEASON)
3. Wasted Time
4. Haruka... (遥か…)
5. Apologize
6. Tsuki no Yoru ni (月の夜に)
7. Kaze no Hitori (風にひとり)
8. Precious
9. Satellite of Love
10. Chelsea

### Edição limitada
DVD Bônus
1. 2010.7.30 Niigata Lots Otoko Night Shuuroku Yotei 2010.7.30 (新潟LOTS「男ナイト」収録予定)
2. Tanpei Eiga Je t'aime (短編映画「Je t'aime」)